# دوك بوتس
دوك بوتس (بالإنجليزية: Dan Potts)‏ هو لاعب كرة قاعدة أمريكي، ولد في 1869 في بريستول في الولايات المتحدة، وتوفي بنفس المكان في 17 أغسطس 1934.

## وصلات خارجية
- دوك بوتس على موقعبيزبول رفرنس.كوم (الدوري الرئيسي) (الإنجليزية)
- دوك بوتس على موقعبيزبول رفرنس.كوم (الدوري الثانوي) (الإنجليزية)